# Maniac (film)
Maniac är en amerikansk skräckfilm från 1980 i regi av William Lustig och med manus av  C. A. Rosenberg och Joe Spinell som även spelar huvudrollen. Filmen har kallats "skräckfilmens svar på Taxi Driver". Filmen blev oerhört kontroversiell för våldet i filmen, den blev särskilt kritiserad av feminister för att Spinells karaktär ger sig på kvinnor framför allt.

## Handling
Joe Spinell spelar Frank Zito, en svårt sinnessjuk man vars mor varit prostituerad som vanvårdade och misshandlade honom. Detta har fött en inre raseri inom honom som lett till att han börjat mörda kvinnor för att leva ut sina känslor mot sin mor.

## Rollista
- Joe Spinell som Frank Zito
- Caroline Munro som Anna D'Antoni
- Abigail Clayton som Rita
- Kelly Piper som Nurse
- Rita Montone som Hora
- Tom Savini som Discopojke
- Hyla Marrow som Discoflicka
- Carol Henry som Deadbeat
- Nelia Bacmeister som Carmen Zito
- William Lustig som Hotellägare[1]